# Istmina (kommun)
Istmina är en kommun i Colombia.   Den ligger i departementet Chocó, i den västra delen av landet, 300 km väster om huvudstaden Bogotá. Antalet invånare är 23 639.